# 6thアルバム（仮）
『6thアルバム（仮）』（シックススアルバムかっこかり）は、日本の女性アイドルグループ『アップアップガールズ（仮）』の6枚目のアルバム。2020年11月10日にタワーレコードのアイドル専門インディーズレーベル『T-Palette Records』より発売。

## 概要
- 古川小夏・森咲樹・佐保明梨・新井愛瞳にとっては卒業前最後の参加作品。

## 収録曲
1. I LIVE YOU
  - 作詞・作曲・編曲：PandaBoY
  - 新曲。
2. HAPPY NAKED!!
  - 作詞：NOBE、作曲：michitomo、編曲：ENIXES / michitomo (GOLDTAIL)
  - 27thシングル。
3. 晴レ☆HALation
  - 作詞・作曲・編曲：HAL東京 ミュージック学科
  - 新曲。
4. 5 to the 5th Power
  - 作詞・作曲：michitomo、ラップ詞：マチーデフ、編曲：ENIXES(GOLDTAIL)
  - 26thシングル。
5. It’s Up To You
  - 作詞：おぐらあすか、作曲・編曲：古峰拓真
  - 27thシングル。
6. キミロス
  - 作詞：児玉雨子、Rap詞：児玉雨子 / Tomgirl、作曲：michitomo、編曲：michitomo / 松井ジャーマンJr.
  - 25thシングル。
7. 未来=ダイヤモンド
  - 作詞：TSUGUMI、作曲：michitomo、編曲：ENIXES(GOLDTAIL) / KOJI oba
  - 新曲。
8. Crazy Sparky
  - 作詞：ヒワタリスツカ、作曲：Ryuichi Kawasaki
  - 新曲。
9. Da Dan Dance!
  - 作詞・作曲・編曲：：fu_mou
  - 26thシングル。
10. 阿破乱舞
  - 作詞・作曲・編曲：PandaBoY
  - 25thシングル。
11. ヒート ビート アイランド
  - 作詞：児玉雨子、作曲：michitomo、編曲：金井奏馬
  - 26thシングル。
12. 愛愛ファイヤー!!
  - 作詞：NOBE、作曲：michitomo、編曲：KOJI oba
  - 24thシングル。
13. BIG BANG
  - 作詞：ヒワタリスツカ、作曲・編曲：COMRIZED
  - 27thシングル。
14. Light it up
  - 作詞・作曲・編曲：fu_mou
  - 新曲。
15. アゲノミクス!!
  - 作詞：NOBE、作曲：michitomo、編曲：KOJI oba / 松井ジャーマンJr.
  - 25thシングル。
16. ソラハレルヤッ!!
  - 作詞：NOBE、作曲：michitomo、編曲：佐々木侑太
  - 新曲。
17. 私達(with friend)
  - 作詞：上中丈弥、作曲：久保裕行、編曲：michitomo、バンド演奏：THEイナズマ戦隊
  - 24thシングル。

## リリース日一覧
| 地域 | リリース日     | レーベル          | 規格                   | カタログ番号 |
| ---- | -------------- | ----------------- | ---------------------- | ------------ |
| 日本 | 2020年11月10日 | T-Palette Records | CD                     | TPRC-0267    |
| 日本 | 2020年11月10日 | T-Palette Records | デジタル・ダウンロード | -            |